# Ткаченко Михайло Васильович
Ткаченко Михайло Васильович (5 лютого 1977) — український лижник, біатлоніст. Майстер спорту України.

## Життєпис
Ткаченко Михайло Васильович народився 5 лютого 1977 року в Харківській області. У 22 роки втратив обидві ноги у результаті нещасного випадку на залізниці. Після реабілітації поступив до Харківського обліково-економічного технікуму-інтернату за спеціальністю «Бухгалтерський облік та аудит».
Одружений, виховує 11 річного сина.

## Спортивна кар'єра
Під час навчання Михайло почав серйозно займатися баскетболом на візках і був членом паралімпійської збірної України з баскетболу на візках. З 2010 року почав займатися лижними перегонами і біатлоном, а вже 3 2012 року став членом паралімпійської збірної команди України з лижних перегонів і біатлону. Є бронзовим призером у біатлоні за результатами виступу у Кубку світу 2012 року. На Чемпіонаті світу у м. Солефті (Швеція) 2013 року зайняв 5 місце в лижних перегонах-спринт. Також брав участь у фіналі Кубку світу у м. Сочі (Росія).
Спортсмен змагається у класі сидячих спортсменів LW12.
Найстарший учасник паралімпійської збірної України на зимових Паралімпійських іграх 2014 (37 років). Він був обраний прапороносцем від збірної на церемонії відкриття.